# Szpila

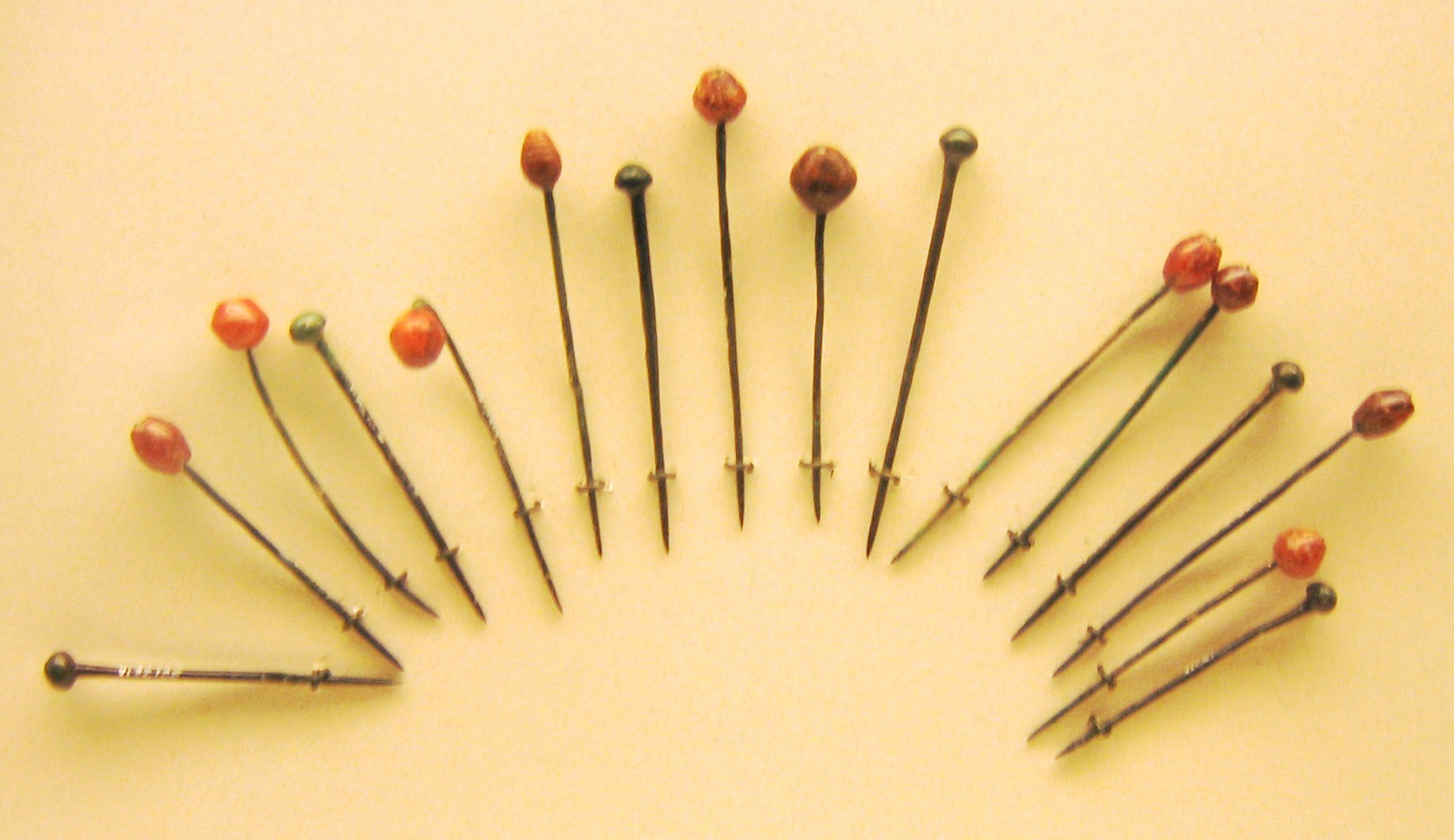
Szpile znalezione w jaskini kultury halsztackiej

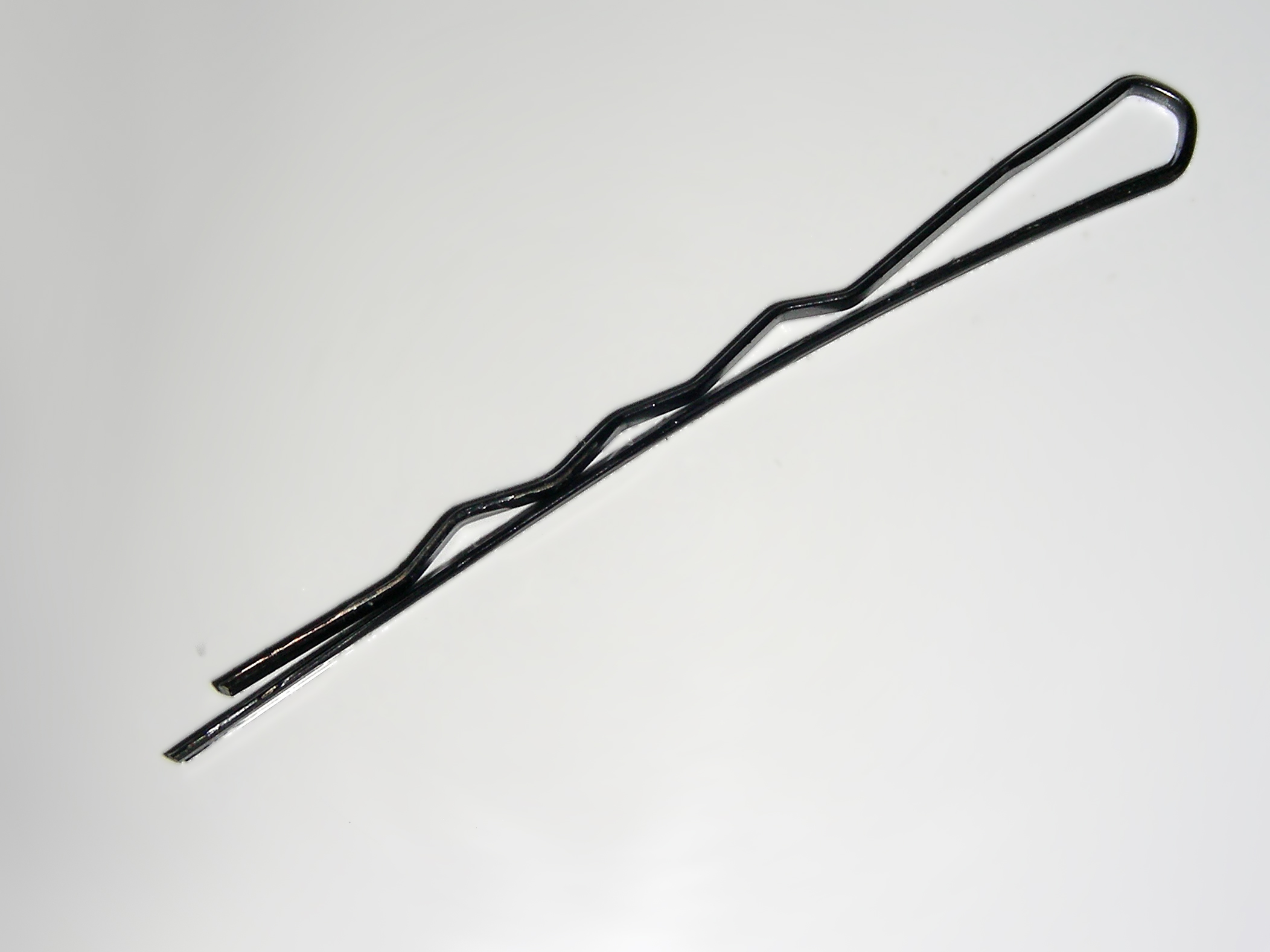
Spinka do włosów, rodzaj szpili

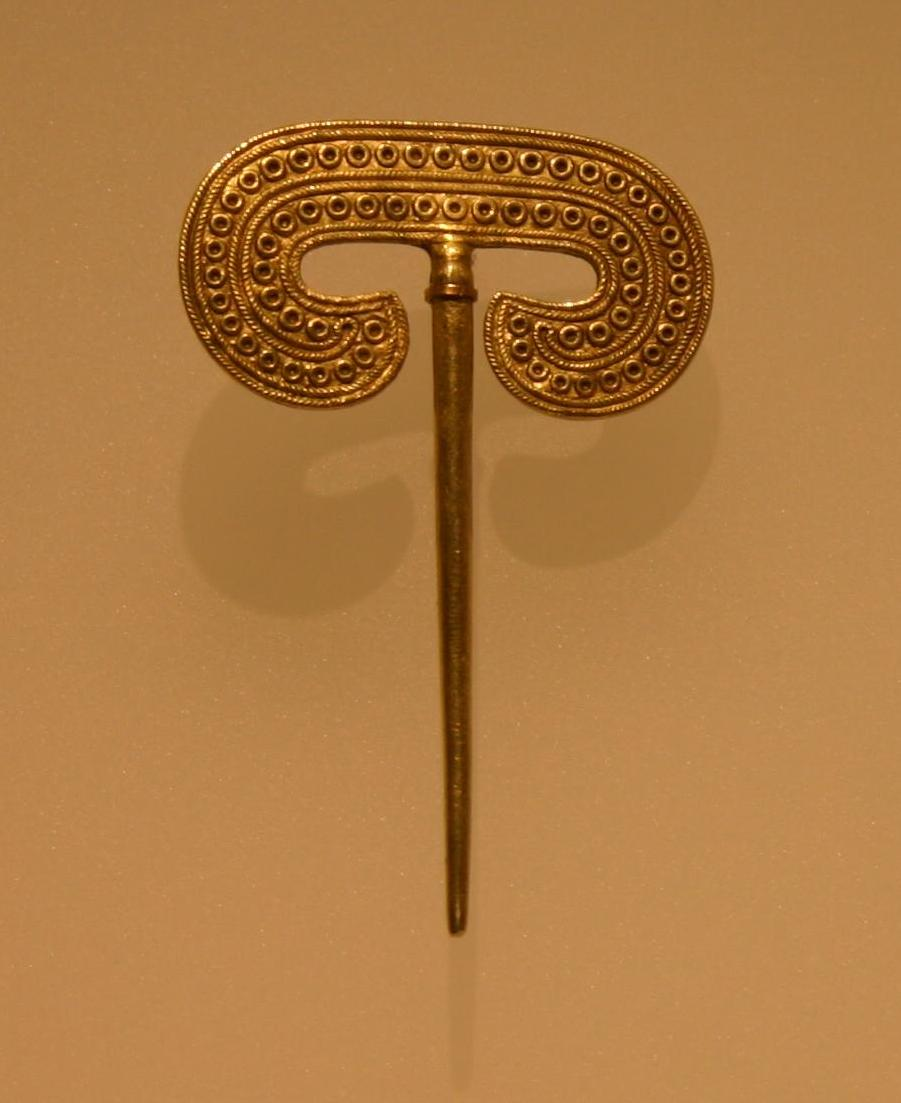
Złota szpila z Kolchidy

Szpila – akcesorium służące do utrzymania włosów danej osoby w stałym miejscu. Może zostać użyta zwyczajnie zabezpieczenia długich włosów przed przechyleniem, dla udogodnienia lub jako część złożonej fryzury lub koafiury. Najstarszym dowodem nakładania szpili na włosy są rzeźbione figurki Wenus, m.in. Wenus z Brassempouy oraz Wenus z Willendorfu. Kreowanie różnych fryzur, w szczególności wśród kobiet, wydaje się wspólna dla wszystkich kultur we wszystkich okresach – zarówno w dalekiej przeszłości, jak i obecnie, szpile były używane przez społeczności.
Szpile tworzone z metalu, kości słoniowej, brązu, wyżłobionego drewna itp. były używane w starożytnej Asyrii i Egipcie w celu ochrony utworzonych fryzur. Szpile te sugerują, jak przedstawiają groby, że wiele z nich było luksusowymi obiektami używanymi przez starożytnych Egipcjan, a w późniejszym okresie Greków, Etrusków oraz Rzymian. Do ogromnego sukcesu szpil doszło w 1901 roku, kiedy wynaleziona została spinka do włosów przez nowozelandzkiego wynalazcę Ernesta Godwarda. Był to poprzednik klipsów do włosów.
Szpile mogą być zdobione klejnotami oraz ornamentami lub mogą być funkcjonalne i zaprojektowane tak, aby być niemal niedostrzegalnymi podczas utrzymywania fryzury w stałym miejscu.
Część szpil to proste, pojedyncze szpilki, jednak ich nowoczesne wersje różnią się długością drutu, który jest równo zagięty na kształt litery U oraz posiada kilka supłów po jego obydwóch częściach. Ukończona szpila może mieć długość od dwóch do sześciu cali. Długość drutów umożliwia umieszczenie jej w różnym miejscu fryzury oraz utrzymać ją w miejscu. Supły pozwalają szpili utrzymać się we włosach w trakcie zwyczajnego poruszania się.
Szpila została opatentowana przez Kelly Chamandy w 1925 roku.